# Kansuský koridor

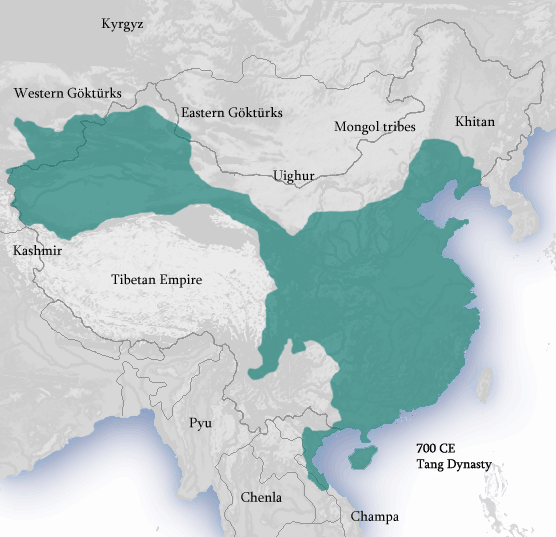
Říše Tchang kolem roku 700 – Kansuský koridor je dlouhý úzký pás v západní části

V rámci moderní provincie Kan-su odpovídá Kansuskému koridoru zhruba její západní a střední části

Kansuský koridor (čínsky v českém přepisu Kan-su Cou-lang, pchin-jinem Gānsù Zǒuláng, znaky zjednodušené 甘肃走廊, tradiční 甘肅走廊), zvaný rovněž koridor Che-si (čínsky v českém přepisu Che-si Cou-lang, pchin-jinem Héxī Zǒuláng, znaky 河西走廊),  je tradiční území v Čínské lidové republice odpovídající v rámci moderních správních hranic zhruba západní a střední části provincie Kan-su. Z historického hlediska šlo o součást severní trasy hedvábné stezky, kde koridor tvořil součást přirozené cesty z východní a střední Číny do Tarimské pánve, respektive obecněji do střední Asie.
Rozloha Kansuského koridoru je přibližně 215 000 čtverečních kilometrů a jedná se o pruh přes sto kilometrů široký a přes tisíc kilometrů dlouhý. Začíná na severozápadním břehu Žluté řeky na úrovni města Lan-čou a vede až k průsmyku Nefritové brány na hranicích mezi Kan-su a Sin-ťiangem. Na jihu jej vymezuje pohoří Čchi-lien-šan a na severu poušť Gobi.
Hlavním obchodním střediskem pro Kansuský koridor byl původně Si-ning ležící dnes hned za hranicí Kan-su v Čching-chaji. Další významná a historická města v Kansuském koridoru zhruba od západu k východu jsou Tun-chuang, Ťia-jü-kuan, Ťiou-čchüan, Čang-jie, Ťin-čchang, Wu-wej a na jeho konci Lan-čou. 